# Polittico di San Gallo
L'Annunciazione e incoronazione di Maria con santi è un polittico olio su tavola di Leonardo Boldrini eseguito intorno al 1480 per la chiesa di Santa Maria Assunta e San Gallo della frazione San Gallo di San Giovanni Bianco.

## Storia
Il polittico è posizionato come pala d'altare della cappella a sinistra della navata della parrocchiale di San Gallo, dopo il restauro del 2014. Era stato commissionato per essere collocato come pala presbiterale, ma essendo di difficile visione per i fedeli, dopo il restauro si decise di cambiarne la collocazione, rimangono sul coro, i ferri di sostegno a testimonianza. La presenza di due pannelli dedicati alle storie de Maria, indicano l'intenso legame che avevano i fedeli alla Vergine con l'intitolazione della chiesa all'Assunta. L'opera fu probabilmente commissionata dai commercianti bergamaschi che, con i frutto della loro attività commerciale, commissionavano agli artisti veneziani da collocare negli edifici di culto dei loro paesi d'origine.
Boltrini aveva lavorato principalmente sul territorio di Venezia come allievo o forse collaborando presso la bottega di Bartolomeo Vivarini di Murano, località natale anche dell'artista, nel tempo in cui la pittura dal tardo gotico si avviava alle nuove forme artistiche del rinascimento veneziano portate dal Mantegna e dal Bellini. La sua formazione lo portò ad avere una tendenziale forma d'arte vivariniana riconoscibile nelle forme disegnate e saldamente plastiche un poco superate, portarono la sua arte a essere considerata di mediocre qualità, accusandolo di ricreare opere simili nella conformazione a quelle dei suoi maestri. Solo nel XX secolo con gli studi di Roberto Longhi e Federico Zeri, è stata ricostruita la sua storia artistica venendo rivalutato. Nel 1922 fu sostituita l'ancona lignea che racchiude le tavole, disegnata da Luigi Angelini, questo ha portato all'ipotesi di una modifica nella loro disposizione, cosa improbabile, perché testimoniata anche nei documenti del Seicento ma probabilmente i due ordini presentavano i pannelli allineati con la tavola centrale posta su di una base marmorea che ne permetteva la continuità visiva.

## Descrizione
Il polittico si compone di sei tavole poste su due ordini di cui quattro di misura inferiore e centinate, poste lateralmente raffigurante immagini di santi, mentre quelle due centrali raffigurano storie di Maria.
L'opera è conservata in un'ancona dorata realizzata nel 1922, data impressa nella parte superiore, in sostituzione a quella antica in neoclassico su disegno di Luigi Angelini durante una fase di restauro. Proprio in questi restauri pare che sia stata alterata la proporzione tra i diversi pannelli, da supporre una possibile presenza di due polittici differenti.
I pannelli laterali dei santi raffigurano san Pietro e san Sebastiano nell'ordine superiore, san Gallo vescovo e san Giovanni Battista in quello inferiore. Centrali le due scene mariane dell'Annunciazione con l'immagine di Dio padre e dell'Incoronazione in quella inferiore.

Le tavole sono inserite in nicchie dorate meno quella raffigurante l'annunciazione come da tradizione in tardogotico come quasi tutte le sue opere.

### Annunciazione
Il pannello centrale superiore raffigura la sena dell'annunciazione. L'angelo annunciante, posto sul lato sinistro della tavola, è inginocchiato davanti alla giovane donna che è in atteggiamento meditativo, con le mani al petto pronta ad accogliere benevolmente l'annuncio: Eccomi sono la serva del Signore, avvenga di me quello che hai detto (Luca 1,38) posta sul lato destro. Questa parte è coronata dall'immagine di Dio posta inserita nella tavola semicircolare. Questi è sorretto da angioletti colorati e la colomba a simboleggiare la Dio trino e unico annunciata dall'angelo. I due pavoni posti sulla cornice che divide i pannelli, sono simbolo di resurrezione, mentre le piume maculate portano alla conoscenza illuminata di Dio. La scena si sviluppa in un ambiente chiuso, come un chiostro con architettura classica, a indicare la purezza della Madonna. L'arcangelo è raffigurato con la veste rossa adornata di pietre preziose, con assonanze alla dalmatica, con le ali dal colore di un uccello esotico, nell'atto di porgere il giglio alla Vergine, segno della sua purezza. Questa indossa abiti più semplici in sintonia con il suo atteggiamento, pur essendo inserita in un arredo riccamente intagliato con raffigurazioni classiche, con un'anta dell'inginocchiatoio lasciata aperta che mostra il vano che ospitava i libri sacri aperti sul leggio che erano l'oggetto della sua meditazione.

### Incoronazione
Il racconto dell'incoronazione della Madonna, non è tra quelli descritti nei vangeli, ma molte volte raffigurato e inserito a conclusione delle storie di Maria. L'immagine riporta a scene raffiguranti investiture regali, così come indicato dai simboli rappresentati dalla corona, dal globo retto da Cristo segno di dominio su tutto il mondo, e a indicare l'autorità sovrana. Il trono, coronato da un roseo fiorito a citazione del nome dato a Maria rosa senza spine indicandone la sua nascita senza peccato.  Il trono marmoreo presenta rinascimentali candelabre.

### Santi
L'immagine di san Pietro posta in alto sul lato sinistro è raffigurato come un uomo canuto, indicato come quello che era il più anziano degli apostoli, e con in mano la chiave a ricordo delle parole di Gesù A te darò le chiavi del Regno dei cieli, e il libro delle sacre scritture, attributi che lo identificano. Il volto è incorniciato dalla barba folta su un volto florido. Il santo indossa il manto apostolico. Pietro volge lo sguardo all'incarnazione di Cristo annunciata dall'angelo ed è una importante simbolo. 

San Sebastiano è stato un soldato romano martirizzato in epoca paleocristiana, e viene raffigurata con gli abiti di cavaliere quattrocentesco in tessuto damascato in broccato bicolore contrariamente alla raffigurazione che lo vede seminudo colpito dalle frecce. Il copricapo rosso così come le calze. La spada dovrebbe indicare la sua carica di guardia dell'imperatore, e le mani sono quelle oggetto del martirio

San Gallo che era vescovo di Aosta raffigurato nell'ordine inferiore a sinistra, è il compatrono della chiesa con la Madonna Assunta; è raffigurato con gli abiti liturgici riccamente adornati con copricapo episcopale, bastone pastorale, e il piviale dove sono ricamate con fili oro le immagini dei santi Rocco, Bernardino, Giovanni Battista, chiuso da una grande fibbia. 

San Giovanni Battista è posto a destra dell'ordine inferiore e riprende la raffigurazione di Bartolomeo Vivarini di San Bartolomeo di Almenno San Bartolomeo. Il santo è rappresentato in età matura con i libri delle scritture aperto alla pagina del angelo dove è possibile leggere le parole: In principio erat verbum […] . Sulla base vi è la firma dell'artista OP LEONARDI NOLDRINI B(e)NE(di)CTI.